# Liste des épisodes de Xena, la guerrière

Cette page présente la liste des épisodes du feuilleton télévisé Xena, la guerrière.

## Saison 1 (1995-1996)
1. Le Retour de Xena (Sins of the Past)
2. Pour la grandeur d'Arès (Chariots of War)
3. Le Passage des rêves (Dreamworker)
4. La Boîte de Pandore (Cradles of Hope)
5. La Mauvaise Pente (The Path Not Taken)
6. Le Procès de Xena (The Reckoning)
7. Les Titans (The Titans)
8. Prométhée (Prometheus)
9. Sisyphe et la Mort (Death in Chains)
10. Les Amazones (Hooves and Harlots)
11. Le Loup noir (The Black Wolf)
12. Méfie-toi des Grecs (Beware Greeks Bearing Gifts)
13. L'Académie d'Athènes (Athens City Academy of the Performing Bards)
14. Une poignée de dinars (A Fistful of Dinars)
15. Les Deux Princesses (Warrior... Princess)
16. Retour parmi les mortels (Mortal Beloved)
17. Le Roi des voleurs (The Royal Couple of Thieves)
18. La Défense du village (The Prodigal)
19. Le Sacrifice (Altered States)
20. Le Père retrouvé (Ties That Bind)
21. Par le fer et par le poison (The Greater Good)
22. Callisto (Callisto)
23. Le Masque de la Mort (Death Mask)
24. Le Serment d'Hippocrate (Is There a Doctor in The House ?)

## Saison 2 (1996-1997)
1. L'Orphelin de guerre (Orphan of War)
2. La Mémoire effacée (Remember Nothing)
3. Mon ami Goliath (The Giant Killer)
4. Dans l'antre de Bacchus (Girls Just Wanna Have Fun)
5. Le Retour de Callisto (Return of Callisto)
6. Le Mystère des trois princesses (Warrior... Princess... Tramp)
7. L'Étrangère (Intimate Strangers)
8. Les Dix Petits Guerriers ou Les Dix Petits Soldats (Ten Little Warlords)
9. Solstice d'hiver (A Solstice Carol)
10. Les Manuscrits de Xena (The Xena Scrolls)
11. La Plus Belle (Here She Comes... Miss Amphipolis)
12. Destinée 1re partie (Destiny)
13. Résurrection 2e partie (The Quest)
14. Alliance avec le diable (A Necessary Evil)
15. Un jour dans la vie (A Day in The Life)
16. La Clochette (For Him The Bell Tolls)
17. L'Exécution (The Execution)
18. Vive la mariée ! (Blind Faith)
19. Ulysse (Ulysses)
20. Le Prix (The Price)
21. Le Bateau de la malédiction (Lost Mariner)
22. Gloire à Eros (A Comedy of Eros)

## Saison 3 (1997-1998)
1. Les Furies (The Furies)
2. Un jour sans fin (Been There, Done That)
3. Les Mercenaires (The Dirty Half-Dozen)
4. Une vieille ennemie (The Deliverer)
5. L'espoir de Gabrielle (Gabrielle's Hope)
6. La Dette : 1re partie (The Debt: Part 1)
7. La Dette : 2e partie (The Debt: Part 2)
8. Le Roi des assassins (The King of Assassins)
9. Guerrière ou Prêtresse (Warrior... Priestress... Tramp)
10. Le Défi (The Quill Is Mightier...)
11. Instinct maternel (Maternal Instincts)
12. Amertume (The Bitter Suite)
13. Seule contre tous (One Against an Army)
14. Le Pardon (Forgiven)
15. Les Escrocs (King Con)
16. Vacances romaines (When in Rome)
17. Souvenirs, souvenirs (Forget Me Not)
18. La Femme aux bijoux (Fins, Femmes and Gems)
19. Le Raz-de-marée (Tsunami)
20. La Statue (Vanishing Act)
21. La Cérémonie, 1re partie (Sacrifice: Part 1)
22. La Cérémonie, 2e partie (Sacrifice: Part 2)

## Saison 4 (1998-1999)
1. Aventures dans l'au-delà, 1re partie (Adventures in The Sin Trade: Part 1)
2. Aventures dans l'au-delà, 2e partie (Adventures in The Sin Trade: Part 2)
3. Une affaire de famille (A Family Affair)
4. Contagion (In Sickness And In Hell)
5. Une journée bien remplie (A Good Day)
6. Les Deux Muses (A Tale of Two Muses)
7. La Condamnation (Locked Up And Tied Down)
8. La Croisade (Crusader)
9. Passé imparfait (Past Imperfect)
10. La Clef du royaume (Key To The Kingdom)
11. La Fille de Pomira (Daughter of Pomira)
12. Le Conte de fées (If The Shoes Fits)
13. Le Paradis (Paradise Found)
14. Miracles sur commande (Devi)
15. Le Passé et l'Avenir (Between The Lines)
16. La Voie (The Way)
17. La Comédie (The Play's The Thing)
18. La Convertie (The Convert)
19. Une enquête (Takes One To Know One)
20. Assez joué ! (End Game)
21. Les Ides de Mars (Ides of March)
22. Tout recommence (Déjà Vu All Over Again)

## Saison 5 (1999-2000)
1. Ange déchu (Fallen Angel)
2. Le Chakram (Chakram)
3. La Succession (Succession)
4. Fascination animale (Animal Attraction)
5. Que d'os, que d'os (Them Bones Them Bones)
6. Pureté (Purity)
7. Le Feu du ciel (Back in The Bottle)
8. Petits Problèmes (Little Problems)
9. Les Germes de la foi (Seeds of Faith)
10. Les Cœurs de feu (Lyre Lyre Hearts On Fire)
11. Le Récit (Punch Lines)
12. L'Ennemi des dieux (God Fearing Child)
13. Liens éternels (Eternal Bonds)
14. Le Siège d'Amphipolis (Amphipolis Under Siege)
15. Vent de folie (Married With Fishsticks)
16. La Source de vie (Life Blood)
17. Les Âmes sœurs (Kindred Spirits)
18. Marc-Antoine et Cléopâtre (Antony and Cleopatra)
19. La Mort en face (Looking Death in the Eye)
20. Livie (Livia)
21. Ève (Eve)
22. Le Crépuscule des dieux (Motherhood)

## Saison 6 (2000-2001)
1. Le Retour (Coming Home)
2. La Légende d'Amphipolis (The Haunting of Amphipolis)
3. Le Cœur des ténèbres (Heart of Darkness)
4. Qui est Gurkhan ? (Who's Gurkhan?)
5. L'Héritage (Legacy)
6. Au nom de l'amitié (The Abyss)
7. Un lourd secret (The Rheingold)
8. La Bague (The Ring)
9. Le Retour de la Valkyrie (Return of the Valkyrie)
10. Un dieu à la ferme (Old Ares Has a Farm)
11. Une proie dangereuse (Dangerous Prey)
12. Le Règne de Caligula (The God You Know)
13. Un présentateur déterminé (You Are There)
14. Un plan diabolique (Path of Vengeance)
15. La Reine des Amazones (To Helicon and Back)
16. Une amitié éternelle (Send in the Clones)
17. Le Dernier des centaures (The Last of the Centaurs)
18. Le Fil de la vie (When Fates Collide)
19. Le Vice et la Vertu (Many Happy Returns)
20. Un mariage forcé (Soul Possession)
21. La Mort de Xena, 1re partie (Friend in Need: Part 1)
22. La Mort de Xena, 2e partie (Friend in Need: Part 2)